# La Verticale
Pour plus de détails, voir Fiche technique et Distribution.
La Verticale (Вертикаль, Vertikal) est un film soviétique réalisé par Boris Dourov et Stanislav Govoroukhine, sorti en 1967.

## Fiche technique
- Titre original : Вертикаль
- Titre français : La Verticale[1]
- Réalisation : Boris Dourov, Stanislav Govoroukhine
- Scénario : Sergueï Tarassov, Nikolaï Racheïev
- Photographie : Albert Ossipov
- Musique : Sofia Goubaïdoulina, Vladimir Vyssotski
- Pays d'origine : URSS
- Format : Noir et blanc - 35 mm - Mono
- Genre : Action et aventure
- Durée : 73 minutes
- Date de sortie : 1967

## Distribution
- Vladimir Vyssotski : Volodia
- Larissa Loujina : Larissa
- Guennadi Voropaïev : Guennadi
- Gueorgui Koulbouch : Vitali Lomov
- Margarita Kochelev : Rita
- Alexandre Fadeïev : Alexandre Nikitine
- Boukhouti Zakariadze : Vissarion